# Beauté circassienne
Vous lisez un « bon article » labellisé en 2023.

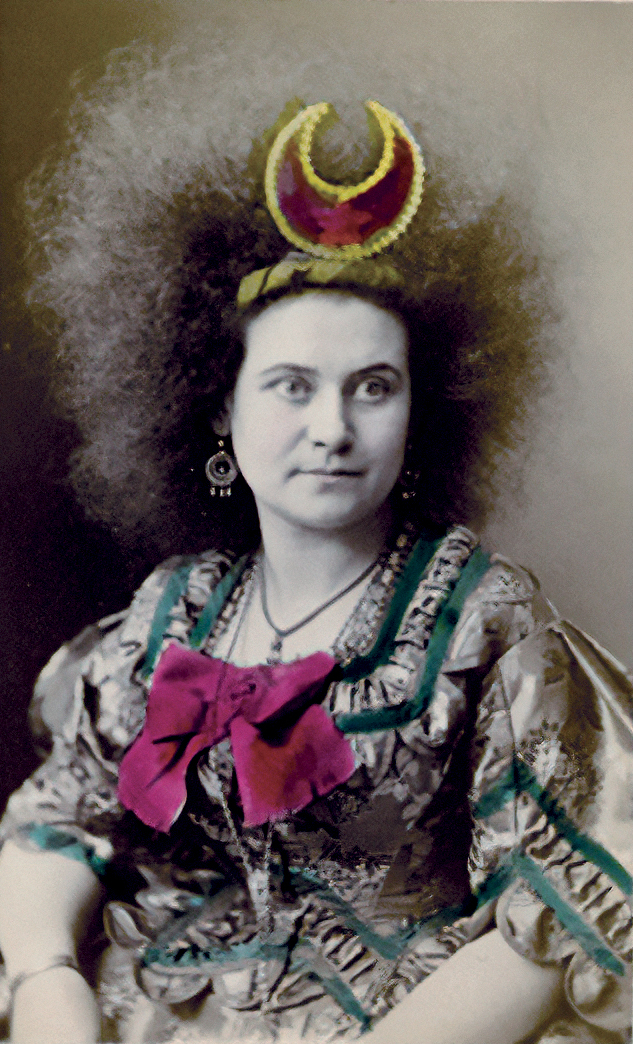
Zalumma Agra, une beauté circassienne, vers 1872, coiffée d'une étoile de l'est.

La beauté circassienne (en anglais : Circassian beauty) est un type de curiosité vivante populaire aux États-Unis durant la seconde moitié du XIXe siècle dans les musées, les cirques et les spectacles forains. Contrairement aux autres attractions présentées conjointement, elle ne se caractérise pas par une quelconque difformité de la personne exhibée, mais par sa beauté, en particulier celle attribuée à sa chevelure. La première beauté circassienne a été Zalumma Agra, une jeune femme prétendument originaire de Circassie, une région du Caucase, et sauvée de l'esclavage sexuel par un agent de l'entrepreneur de spectacles Phineas Taylor Barnum, présentée au public new yorkais en 1864. Elle est suivie de nombreuses autres, toutes reconnaissables à leur chevelure évoquant une coiffure afro et à l'exotisme de leur nom de scène.
Cette popularité repose sur celle d'un stéréotype préexistant, celui de la belle Circassienne (en anglais : fair Circassian), l'idée préconçue que les femmes circassiennes sont les plus belles du monde, d'autant plus paradoxale que les contacts sont ténus jusqu'au XIXe siècle entre la Circassie et l'Europe, où très peu de Circassiennes sont identifiées comme telles, parmi lesquelles Teresia Sampsonia au XVIIe siècle et Charlotte Aïssé au XVIIIe siècle.
Bien que les Italiens aient contrôlé le commerce des esclaves circassiennes durant le Moyen Âge et que celles-ci aient été nombreuses en Italie, la réputation de beauté des femmes circassiennes ne s'est développée qu'à partir du XVIIe siècle, après que cette traite est passée sous le contrôle de l'Empire ottoman. Elle s'explique en partie par les fantasmes associés à l'odalisque blanche captive des harems turcs et par la mode de la turquerie, mais en partie aussi par l'invention à partir de la fin du xviiie siècle de la notion de race caucasienne et par le contexte de la guerre de Crimée.
Aux États-Unis, le développement de l'attraction de la beauté circassienne s'inscrit dans le contexte de la stratégie commerciale de Phineas Taylor Barnum, qui repose sur l'exploitation du goût du spectateur pour l'examen critique de possibles mystifications (en anglais : humbugs), la recherche de moyens de donner la beauté féminine en spectacle, mais aussi l'exploitation des inquiétudes du public dans le contexte de la guerre de Sécession et d'un questionnement sur le statut des Blancs par rapport aux Noirs.

## Belles Circassiennes
Le succès rencontré par Zalumma Agra, puis par les « beautés circassiennes » qui lui font suite, s'explique en grande partie par une fascination préexistante pour les belles Caucasiennes qui repose sur la conjonction
- de nombreux récits de voyageurs du XVIIe et XVIIIe siècles décrivant les femmes « primitives » des montagnes du Caucase comme les plus belles du monde en soulignant leur haute valeur sur le marché ottoman des esclaves ;
- du fantasme européen des belles captives circassiennes, languissant dans le harem des sultans[N 1], qui alimente de nombreuses fictions durant le XVIIIe siècle, en même temps que la réprobation de la « décadence » ottomane et de la religion musulmane ;
- et de l'invention par des savants allemands d'une origine caucasienne de la race européenne, s'appuyant à titre de preuve sur la beauté des femmes circassiennes[2].

### Naissance du stéréotype
Le terme « circassien » apparaît au Moyen Âge, dans le contexte de la traite d'esclaves provenant de la mer Noire, pour désigner des personnes provenant de l'Est de cette mer, par opposition aux Tatars ou aux Russes provenant de son Nord,. Cette traite, qui avait auparavant une aire locale et une ampleur modérée,, connaît un important essor international à partir du XIIe siècle, durant lequel elle passe sous le contrôle de Gênes. Les esclaves circassiennes sont alors communes en Italie, où elles sont utilisées à des fins domestiques, y compris la satisfaction des désirs sexuels de leur propriétaire, sans pour autant être considérées comme remarquablement belles,, ni caractérisées par la couleur de leur peau.
| Détail d'une fresque, deux femmes esclaves blondes. · Portrait peint d'un homme aux yeux bleus portant une tenue et un calot rouges. · Détail d'une carte géographique ancienne de la mer Noire montrant la Circassie. |

Postérieurement à la chute de Constantinople (1453) et à la perte par les Italiens, au profit des Ottomans, du contrôle du trafic d'esclaves autour de la mer Noire, le trait caractéristique des Circassiens dans les descriptions des voyageurs et des auteurs devient leur beauté, selon ce que plusieurs auteurs analysent comme une mise en équivalence de l'exotisme de ces montagnards avec l'érotique et le sublime,,,. L'historienne Joan DelPlato recourt au terme d'hétérotopie, créé par Michel Foucault afin de désigner la localisation physique d'une utopie, pour caractériser la Circassie comme une hétérotopie érotique.
Après l'échec du siège de Vienne en 1683 et la signature du traité de Karlowitz en 1699, la perception de l'Empire ottoman par les Européens évolue de la crainte d'une invasion barbare à l'intérêt pour la culture ottomane, voire à son émulation, une vogue marquée par le développement des turqueries,. Cette mode entraîne une circulation accélérée d'une forme particulière d'art visuel, l'album de costumes ottomans, qui vise à décrire les costumes, les villes et les mœurs de cet empire mal connu qui suscite non plus la terreur mais la curiosité. Les illustrations de ces albums s'appuient dans un premier temps sur les contributions d'artistes locaux, comme le miniaturiste Musawir Hüseyin, puis d'artistes européens installés à Constantinople, comme le peintre français Jean-Baptiste van Mour. Hüseyin, pour satisfaire la demande européenne, produit des représentations de femmes belles et attirantes ainsi que des scènes de harem, dont la charge érotique frappe les peintres européens qui les étudient et s'en inspirent,, tandis que le second, qui le suit également en partie, est à l'origine du Recueil de cent estampes représentant différentes nations du Levant, qui connaît une très large diffusion,. Ces images et les nouveautés auxquelles elles sont associées, comme le café, suscitent un phénomène de mode, la turquerie, et un remodelage du comportement des élites, associé à un changement de valeurs, en particulier à propos de la sensualité et du luxe. Ces nouveautés produisent leur effet dans la littérature et le théâtre, mais aussi dans les arts visuels et décoratifs, en particulier en France sous le patronage de Madame de Pompadour puis de Madame du Barry, avec pour effet la mise à la mode de robes circassiennes ou d'un fard à l'incarnat circassien,.
| Miniature ottomane, musicienne agenouillée avec profond décolleté. · Gravure coloriée de facture européenne, musicienne assise à décolleté moins avantageux. · Peinture à l'huile, sultane dans la même position que l'image précédente, ressemblant à Madame de Pompadour. · Gravure représentant l'intérieur d'un harem, à côté de la musicienne assise, blonde, un Turc, son maître, et un serviteur noir. |

La beauté des Caucasiennes est louée dès la fin du XVIIe siècle par le voyageur Jean Chardin dont les récits exercent une importante influence. Il brosse de ces femmes un tableau qui souligne leur beauté angélique inspirant l'amour et leur besoin licencieux de gratification sexuelle : 

« Je n'ai pas remarqué un visage laid en ce pays-là […] mais j'y en ai vu d'angéliques. La nature y a répandu sur la plupart des femmes des grâces qu'on ne voit point ailleurs. Je tiens pour impossible de les regarder sans les aimer. L'on ne peut peindre de plus charmants visages, ni de plus belles tailles. »

 Chardin voit en outre dans le « beau sang » des Caucasiennes aux mœurs faciles, dont la beauté est préservée dans l'isolement primitif de leurs montagnes, une source d'amélioration des peuples voisins, dont il vient « clarifier » le sang « naturellement grossier », grâce au commerce des esclaves à des fins de plaisir et de reproduction,,.
| Portrait peint d'une femme brune d'aspect aristocratique, un pistolet à la main. · Portrait peint de style rococo d'une femme blonde poudrée et perruquée. |

Le seul reproche que Chardin fasse aux Circassiennes est leur usage immodéré du fard : « ce qui les gâte, c'est qu'elles se fardent. […] le fard leur tient lieu d'ornement ». Cette critique est rapidement oubliée en Europe et le qualificatif de circassien devient au XVIIIe siècle un argument de vente des cosmétiques. Dès les années 1730, Charles Lyon, un parfumeur anglais d'origine grecque, commercialise à Londres un fard à joues dénommé Circassian Bloom ainsi qu'un lait démaquillant pour l'ôter (Blossom Milk of Circassia) dont la popularité est notamment attestée par le poème The Newspaper de George Crabbe,.
| Caricature de dandy affairé à sa toilette. · Illustration d'une nouvelle de Thackeray, le barbier Cox apprend dans son salon de coiffure qu'il vient d'hériter. · Illustration d'une publicité, visage de femme avant et après l'application de la lotion-miracle. · Facsimilé de petites annonces dans un quotidien britannique. |

L'effet du stéréotype de la belle Circassienne ne se limite pas au rouge à joues. Dans les années 1770-1780, la turquerie représente une « part substantielle » de la mode féminine et donne lieu à la création de la robe à la circassienne. Selon la Galerie des modes et costumes français, cette tenue est composée « d'une soubreveste à longues manches fort étroites, d'une robe ou manteau retroussé par-devant, sur les côtés et par derriere ; les manches très-courtes, coupées en bouche de canon, d'où semblent sortir les manches de la soubreveste ; une jupe à la musulmane, dont la ceinture va se perdre sous la soubreveste, et retenue des deux côtés au-dessus de la cheville du pied ». Cette vogue s'inscrit dans un double courant : d'une part, celui de la turquerie, qui conduit à valoriser comme raffiné et luxueux une forme de réappropriation de pratiques ottomanes et à privilégier ce qui passe pour se rapporter aux blondes Circassiennes réputées être les favorites des harems ottomans ; d'autre part et paradoxalement un transfert dans le domaine de la mode féminine des valeurs de naturel et de simplicité prônées par Jean-Jacques Rousseau et attribuées au vêtement ottoman,,. La combinaison de ces deux aspects contradictoires a pour effet de destiner ces robes à la circassienne à des femmes naturellement belles dont l'habillement répond aux charmes, la Galerie des modes et costumes français prévenant ses lectrices qu'il n'est « pas donné à toutes les femmes d'en faire usage : une taille légère et presque aérienne doit seule aspirer à cet avantage ».
| Gravure de mode, Robe circassienne ornée de perles, rubans et ruchés mauves. · Gravure d'un homme habillé à la mode ottomane. · Détail d'un portrait de Rousseau portant un manteau oriental et une toque de fourrure. · Gravure satirique d'un magasin de corsets. |

Le thème de la « belle Circassienne » (the fair Circassian) se développe dans la littérature européenne au cours des XVIIIe et XIXe siècles. En atteste notamment le succès du poème intitulé The Fair Circassian de Samuel Croxall et du recueil du même titre, publié en 1720. Il connaît plusieurs rééditions en raison de son caractère « licencieux » et reste populaire pendant une centaine d'années. Le même titre est aussi donné à une pièce de théâtre de Samuel Jackson Pratt, donnée à Londres à la fin du XVIIIe siècle,. En France, Barthélemy Marmont Du Hautchamp publie en 1754 une Histoire de Ruspia ou La Belle Circassienne. Au demeurant, Mary Roberts note qu'au XIXe siècle le stéréotype de la belle Circassienne n'est pas l'apanage de descriptions masculines fantasmées de harems mais se trouve aussi dans des récits féminins de voyage, tel celui d'Emelia Hornby,.
Au début du XIXe siècle ce cliché est à ce point diffusé que l'arrivée à Londres d'une vraie Circassienne déchaîne une curiosité frénétique. Cette dernière, l'épouse d'un ambassadeur de Perse, est présumée être une esclave qu'il a achetée à Constantinople. Elle demeure pour le public britannique un mystère du fait de sa réclusion, et inspire successivement « la curiosité, l'envie, la jalousie, le ressentiment, la dérision et le ridicule le plus paillard, avant de servir de véhicule à une satire politique n'ayant plus aucun rapport avec sa personne ni celle de l'ambassadeur, mais plutôt avec la politique anglaise de l'époque ».
| Gravure, portrait de trois quart de femme brune coiffée avec chignon et anglaises. · Caricature, femme se dévoilant, homme riant à toque d'astrakan, homme plus âgé marquant sa surprise. · Caricature, homme en costume oriental dévoilant le corps nu |

### Racialisation du stéréotype
François Bernier, qui est, à la fin du XVIIe siècle, le premier auteur à faire référence à la notion de race au sens moderne du terme, se fonde sur Chardin pour affirmer que les Circassiennes sont « les plus belles femmes du monde ». La notion de race fait l'objet d'un développement important au cours du XVIIIe siècle et en particulier d'un traitement systématique par le naturaliste allemand Johann Friedrich Blumenbach qui propose une répartition de l'humanité en cinq races, au premier rang desquelles il met la caucasienne. Cette prééminence résulte d'une démarche à visée scientifique, la comparaison de crânes dont il rassemble la plus grande collection existant à l'époque, qu'il appelle son « Golgotha »,. Se fondant exclusivement sur des considérations esthétiques, il propose de qualifier de « caucasienne » la race blanche, en vertu de témoignages « classiques », en particulier celui de Chardin, selon lesquels les pentes méridionales du mont Caucase « produisent la plus belle race humaine » ; mais aussi parce que ses propres comparaisons le conduisent à estimer que c'est dans cette région qu'on trouve les crânes de la plus belle forme, dont la régularité suggère un type « primitif », duquel dérivent ceux d'autres régions,,.
| Gravure, Blumenbach assis, pensif, un crâne à côté de lui. · Gravure, 5 crânes disposés en ligne. |

La craniologie est introduite et développée aux États-Unis par Samuel George Morton,, qui rassemble lui aussi une vaste collection de crânes pour en mesurer les contenances, parmi lesquels celui d'une femme circassienne, « remarquable par l'harmonie de ses proportions et particulièrement l'admirable conformation des os de son nez ». Il place les Circassiens au premier rang de la race caucasienne, louant la « beauté exquise » de leurs femmes. Morton est polygéniste, c'est-à-dire qu'il croit que les différentes races proviennent de souches différentes, une thèse bien accueillie dans les États esclavagistes du sud des États-Unis, où le médecin polygéniste Charles Caldwell affirme qu'il est plus simple de distinguer le squelette d'un Africain de celui d'un Circassien que de distinguer le squelette d'une hyène de celui d'un chien.

### Politisation du stéréotype
Au cours du XIXe siècle, la Circassie et ses habitants deviennent l'enjeu de manœuvres et de débats politiques internationaux, en raison notamment de la conquête russe du Caucase et de l'interventionnisme européen consécutif, qui font à leur tour évoluer les clichés relatifs à la notion de race caucasienne.
Les traités d'Andrinople (1829) et d'Unkiar-Skelessi (1833) marquent la fin de près de quatre siècles de vassalisation des principautés circassiennes par l'empire ottoman et le début d'une phase d'expansion militaire russe dans la région. La résistance caucasienne aux Russes est menée par l'imam Chamil,. Il fait à l'époque l'objet, dans le contexte de la guerre de Crimée, d'une « vogue extraordinaire » tant en Europe qu'aux États-Unis. La diffusion de sa notoriété dans la culture populaire est attestée par un mélodrame de William Thompson Townsend intitulé Schamyl: the Sultan, Warrior, and Prophet: A Melo-drama, présenté à Londres en 1854 et à New-York en 1859, et une pièce intitulée Schamyl, the Circassian Chief, donnée à New York en 1854. Chamil est assimilé à une sorte de Prométhée caucasien, « porteur [de l'étendard] de la liberté euro-américaine », dans le contexte plus général du philhellénisme, conduisant à assimiler son mouvement, pourtant soufi, à ceux européens en faveur de la démocratie.
| Détail d'une affiche, personnage debout lisant un livre pendant que des cavaliers s'occupent de leurs chevaux accroupis. · Annonce de presse. |

Après la fin de la guerre de Crimée en 1856, la Russie a pour objectif le nettoyage ethnique des Circassiens et leur remplacement par des personnes plus fiables. Cette nouvelle approche conduit en 1859 dans le Caucase de l'est à la capitulation de Chamil. Elle est appliquée au Caucase de l'ouest à partir de 1860, où les Circassiens se voient offrir pour seules options l'émigration à l'intérieur de la Russie ou celle vers l'empire ottoman. En 1864, la dernière tribu circassienne est défaite et contrainte à l'émigration. Entre 1855 et 1864, de 600 000 à un million de Circassiens immigrent dans l'empire ottoman, dont environ 150 000 personnes avec un statut d'esclave, ce nombre s'ajoutant à celui de jeunes femmes faisant l'objet d'un trafic destiné aux harems.
L'expansion au Caucase a pour conséquence, du point de vue russe, une transformation paradoxale de la figure du Circassien, de parangon de la blancheur à celui de la noirceur, de modèle identitaire à celui de l'altérité. Du XVIe siècle au XVIIIe siècle, les Circassiens avaient été perçus par les Russes comme des alliés potentiels dans leurs combats contre les musulmans, Ottomans ou Perses, ce qui avait conduit à tenir pour acquis un fond commun de religion orthodoxe ; à partir du lancement de la guerre de conquête du Caucase, à la fin du XVIIIe siècle, ils sont plutôt représentés comme des musulmans. Le Caucase prend progressivement dans l'imaginaire russe le rôle d'un Orient domestique et acquiert les caractéristiques négatives associées par les Russes aux musulmans et aux Asiatiques,.
Du point de vue britannique, la tentative russe de mainmise sur la mer Noire met en danger l'axe de communication stratégique avec la Perse et l'Inde. Cette inquiétude est à l'origine d'un renouvellement de l'intérêt pour la Circassie et son peuple de « nobles sauvages et de beautés mystiques » : stratégiquement située, vaguement familière, elle constitue un pion dans le jeu diplomatique. La Circassie est assimilée à la Grèce, et décrite comme appartenant au Sud de l'Europe plutôt qu'à l'Asie et comme ex-chrétienne plutôt que comme musulmane. À l'instar de la politique de promotion du « combat moderne pour la liberté » qu'elle suit également dans les Balkans, la diplomatie anglaise cherche dans un premier temps à favoriser le passage d'une guérilla circassienne anti-russe à une guerre d'indépendance qui pourrait conduire à la création d'un protectorat britannique en multipliant les missions secrètes, les promesses d'argent et d'armes et les tentatives d'influencer l'opinion publique anglaise,,. Après l'échec de la résistance circassienne, la diplomatie anglaise se concentre sur les aspects humanitaires de l'immigration en Turquie de la « vaillante race » circassienne, notamment par le truchement d'une campagne de presse culminant avec la publication en 1864 de nombreux articles sur l'exode circassien.
| Lithographie, exposition de la statue de Power, 1851. · Gravure, spectateur dans une exposition admirant une statue d'esclave blanche. · Caricature, esclave noire dans la même position que la précédente. · Gravure, statue de femme voilée. |

Outre la création d'un état tampon, les enjeux politiques autour de la Circassie se cristallisent sur la question de l'esclavage, l'importation ottomane d'esclaves circassiennes étant en même temps vilipendée, fantasmée dans le cadre d'une perception elle-même fantasmée du harem et nécessairement comparée, de manière conflictuelle, au traitement des esclaves aux États-Unis. Contrairement au système américain, le commerce ottoman des esclaves est gouverné par l'islam qui confère certains droits à ces derniers, notamment en encourageant leur traitement comme des membres de la famille ou leur affranchissement au bout de quelques années. En particulier, les esclaves concubines, si elles font l'objet d'un possible assujettissement sexuel, donnent naissance à des enfants libres, ne peuvent plus être revendues après ces naissances et deviennent libres à la mort de leur maître.
| Gravure, scène de marché stambouliote aux esclaves. · Gravure d'après tableau, scène du même marché |

Nonobstant, le gouvernement anglais entreprend plusieurs démarches pour faire cesser l'esclavage ottoman, mais, s'il obtient un certain succès en ce qui concerne l'esclavage africain, les avancées sont beaucoup plus faibles en ce qui concerne les esclaves circassiennes, en raison tant de la volonté commune des vendeurs, des acheteurs et des esclaves que de l'importance de ce commerce pour la société ottomane, le gouvernement ottoman estimant notamment que le trafic de Circassiennes ne posait pas de problèmes humanitaires, les esclaves circassiens étant conduits de la « barbarie » à la « civilisation », de la pauvreté et du besoin « au bien-être et au bonheur ». Aux États-Unis, si les abolitionnistes tirent argument de la comparaison avec la situation ottomane, un journaliste du Washington Sentinel répond par un argument racial : le nègre appartient à une espèce inférieure dont l'expérience prouve qu'il n'a progressé que grâce à l'état d'esclavage.

## Beautés circassiennes
Tirant parti de la diffusion et des résonances du stéréotype de la belle Circassienne, mais aussi de la quasi-inexistence de relations entre la Circassie et les États-Unis, l'entrepreneur de spectacles Phineas Taylor Barnum crée de toutes pièces en 1864 une attraction nouvelle, la beauté circassienne, qui repose sur une mystification, le fait de faire passer pour circassienne une artiste foraine qui n'a aucun lien personnel avec la Circassie. Cette attraction connaît de nombreuses imitations avant de disparaître au début du XXe siècle.

### Contexte
Le Barnum's American Museum où Barnum introduit l'attraction des beautés circassiennes à compter de 1864 est alors le plus populaire des États-Unis. Barnum y développe une approche spécifiquement américaine de la conception du rôle d'un musée, mise au point par Charles Willson Peale dans son musée de Philadelphie à la fin du XVIIIe siècle, consistant à promouvoir « l'amusement rationnel » en combinant un mélange de présentations naturalistes ou scientifiques et de « curiosités » animales ou humaines, tels des nains, des géants, des frères siamois, des albinos, des hommes tatoués, des femmes à barbe, etc. Le musée de Barnum présente ainsi un mélange éclectique et hybride d'histoire naturelle, de taxidermie, d'art, de freak shows), de panoramas, de spectacles de lanterne magique, de music-hall, d'acrobates, ainsi qu'un large éventail de curiosités. L'objectif de Barnum n'est pas la médiation culturelle, mais la maximisation de la clientèle par une multiplication des attractions, sans hésiter, le cas échéant, à tirer parti de l'ignorance ou de la crédulité du public. Il se rend ainsi célèbre par des fumisteries (humbugs) dont il se considère d'ailleurs comme le « prince », telle celle consistant à faire passer Joice Heth pour une esclave âgée de plus de 160 ans ou un montage taxidermique pour une sirène.
| Affiche détaillant les offres du musée. · Gravure, intérieur de musée avec vitrines et escalier. · Gravure, scène de théâtre. |

L'historien Neil Harris estime qu'en dépit de leur apparente hétérogénéité et de leur authenticité fréquemment douteuse, les attractions du musée Barnum présentent une approche commune des notions de réalité et de plaisir, le fait qu'elles stimulent la curiosité critique du visiteur, la mise en question de leur vraisemblance et de leur mode opératoire. Harris désigne cette caractéristique commune comme une « esthétique opérationnelle », soulignant ainsi l'idée que le public était avant tout attiré par le plaisir d'analyser une représentation pour la démystifier en démontant son procédé ; qu'il ne s'agissait pas d'une expérience spirituelle du beau comme dans les musées européens, mais d'une expérience informationnelle de la tromperie, d'une « opportunité de débattre de la question de la fausseté et de découvrir comment la tromperie était mise en œuvre qui étaient plus excitantes que la découverte de la fraude elle-même », du « plaisir absolu d'apprendre et d'évaluer » sans la médiation d'élites condescendantes ou d'experts scientifiques.
| Gravure, visiteurs examinant une vieille femme noire. · Gravure, visiteurs examinant une prétendue sirène. · Lithographie, mélange du visage de Barnum et d'un corps d'insecte. |

L'historien James Cook nuance toutefois l'application du concept d'esthétique opérationnelle aux curiosités humaines présentées par Barnum : contrairement à l'exploitation des polémiques autour de Joice Heth, l'enjeu de certaines d'entre elles n'était pas d'attirer l'attention du public sur le mode de production de l'attraction et sur sa légitimité, mais reposait au contraire sur le contenu et par conséquent sur la présomption d'une certaine authenticité et d'une absence de tromperie. Il s'agissait de présenter des « figures liminales », des « perturbations caricaturales des frontières normatives », telles celle entre Noirs et Blancs avec des albinos surnommés « nègres de Madagascar », celle entre hommes et femmes avec la femme à barbe, celle entre jeunes et vieux avec le général Tom Pouce, celle entre l'homme et l'animal avec l'enfant à tête de chien ou celle entre l'unique et le double avec les frères siamois. Cook explique la popularité de ces exhibitions par le fait qu'elles « articulaient l'enchevêtrement des attitudes d'une nouvelle classe moyenne à l'égard de la race, de la classe sociale, du genre, de la nationalité, du sexe et du handicap ». Dans le même sens, l'historien Benjamin Reiss estime que la plupart des exhibitions de curiosités humaines promues par Barnum, en particulier celles de « chaînons manquants » avaient pour effet de conforter l'idée d'une frontière raciale infranchissable entre Blancs et Noirs.
| Détail d'affiche, gravure d'un orang-outan portant une robe. · Détail d'affiche, gravure d'un orang-outan assis ressemblant à un Noir. · Détail d'affiche, gravure d'un petit Noir d'aspect animal appuyé à une perche. |

L'historien Robert Bogdan identifie deux procédés sur lesquels s'appuyait l'accréditation des curiosités humaines de Barnum.
- Le « mode exotique » consistait à articuler « récits de voyage, théories scientifiques, spéculations sur la diversité humaine et récits bibliques » de manière à « flatter l'intérêt du public pour l'étrange — dans son aspect culturel ou physique — incarné par le primitif, le bestial ou l'exotique »[168]. Selon Bogdan, les personnes exhibées sur le mode exotique sont des étrangers « authentiques », de prétendus étrangers nés sur le sol américain ou des handicapés figurant des étrangers. Les seconds sont recrutés localement puis déguisés, leurs tenues allant du pagne à « des tuniques fantaisistes et des accessoires exotiques, comme les anneaux pour le nez, les colliers d’os et les coiffures atypiques »[168]. Tel est par exemple le cas des geeks, un terme de l'argot forain désignant de faux sauvages prétendument dangereux, retenus dans une cage ou par des chaînes, qui mangent à pleines dents des têtes de poulets vivants[168].
- Dans le « mode noble », il ne s'agit pas de présenter la curiosité vivante comme un être inférieur, mais de souligner, à l'aide de titres ronflants et de caractéristiques prestigieuses, souvent associés à l'affirmation d'une origine européenne, que « mis à part ses problèmes physiques, mentaux ou comportementaux, le « monstre » est un citoyen de rang élevé et digne, doté d'extraordinaires talents »[169]. Les freaks relevant du « mode noble » portaient des vêtements exprimant la distinction et pouvaient parler plusieurs langues ou avoir des talents de bon ton, tels que l'écriture ou la peinture, ou avoir fréquenté des personnalités connues ou respectables.

Selon Bogdan, l'attraction de la beauté circassienne est une combinaison de ces deux modes, elle est « modelée » sur le mode exotique, mais sans qu'il y ait une mise en avant de caractéristiques inférieures ou primitives : « en fait, [le mode] exotique y est combiné avec [le mode] noble pour créer une femme attractive, intelligente et sensuelle ».
| Couverture de livre. · Photo de fillette afro-américaine atteinte de vitiligo. · Détail d'affiche publicitaire avec gravure sur bois représentant une famille d'albinos. · Affiche lithographiée d'un homme, d'une femme et de deux enfants albinos. |

Contrairement à ce qu'affirment plusieurs sources, Zalumma Agra n'est ni la première « Circassienne » présentée au public américain, ni même la première présentée par Barnum. Dès 1842, une affiche américaine de spectacle de magie atteste l'exploitation de l'exotisme flou du terme. Dès 1851, Barnum présente dans son musée new-yorkais un spectacle intitulé La révolte du harem avec des Arabes, des Tartares, des Circassiens et des chameaux. Ce spectacle s'inscrit dans un contexte de « fabrication de fantaisies populaires orientales » et de présentation d'un « congrès des nations », parfois qualifié de « ménagerie humaine », ayant pour objet l'exhibition de « représentants » de différentes nations ou de « spécimens » de différentes races, cette hésitation en indiquant une autre, entre la curiosité prise pour elle-même ou comme représentative d'un peuple. En 1855, il présente une femme albinos, qualifiée de « belle circassienne » (fair Circassian) pour souligner le fait qu'elle n'est pas d'origine africaine. En 1864, quelques mois avant la première présentation de Zalumma Agra, Oscanyan, le même Turc qui conseillera plus tard Barnum pour la présentation de Zalumma Agra, organise une tournée de conférences-exhibitions où il exhibe des femmes ottomanes voilées et deux « esclaves circassiennes », Leila et Lulu, qui exécutent des danses orientales.
| Facsimilé d'affiche, texte en anglais sans illustration. · Facsimilé d'affiche, texte en anglais sans illustration. · Facsimilé d'affiche, texte en anglais sans illustration. |

La beauté de Zalumma Agra et de ses épigones est probablement une raison importante de leur succès, à une époque où les mœurs victoriennes interdisent à une femme de compromettre sa réputation en participant à un concours de beauté, comme Barnum en avait fait l'expérience dès 1854, l'exhibition d'une belle femme en tant que telle étant alors une rareté,.
| Facsimilé d'affiche, texte en anglais sans illustration. · Couverture de partition illustrée d'une gravure représentant un groupe de femmes avec berceaux. |

### Zalumma Agra
Zalumma (ou parfois Zaluma) Agra, une jeune femme d'environ dix-huit ans, est présentée au public du Barnum's American Museum de Broadway en septembre 1864 comme appartenant à « un type humain si rare que seuls deux ou trois individus de sa race » ont visité jusqu'alors les États-Unis. Tout en ne souffrant d'aucune difformité spectaculaire, elle devient rapidement une des attractions les plus populaires du musée, à tel point que son numéro de « beauté circassienne » est repris par des concurrents de Barnum et devient jusqu'à la fin du XIXe siècle une constante du spectacle forain aux États-Unis.

Une revue anglaise donne en 1869 une description de Zobeide Luti, une autre beauté circassienne de Barnum, qui s'applique aussi à Zalumma Agra : 

« Elle a une large chevelure crépue qui retombe sur son front et sur ses tempes […]. Son teint est admirable et sa voix […], douce et musicale. Elle parle un mauvais anglais de la plus fascinante des manières […]. Elle est habillée à la dernière mode circassienne. »

| Photographie d'une jeune femme assise aux longs cheveux crépus. · alternative1=Photographie; portrait trois quart d'une jeune femme aux longs cheveux crépus. · alternative1=Photographie d'une jeune femme debout aux longs cheveux crépus. |

Outre sa beauté, sa chevelure et sa tenue exotique, qui expliquent mal, à eux seuls, pour un lecteur du XXIe siècle, la fascination qu'exerçait Zalumma Agra sur les spectateurs, cette dernière frappait leur imagination par le boniment qui accompagnait son exhibition. Ce dernier est repris dans une brochure promotionnelle dédiée, qualifiée « d'esquisse biographique », publiée en 1868 et rééditée à l'identique en 1873. Elle explique que Zalumma vient de Circassie ; que son prénom signifie « étoile de l'Est » dans « la langue de son pays » ; qu'elle est née vers 1857, dans un port de la mer Noire et une famille princière ; qu'elle était âgée « d'à peine deux ans » lors de la « terrible incursion russe » de 1859, tout en ayant — contradictoirement — environ 18 ans à la date de publication de la brochure de Barnum ; qu'elle est la nièce du « prophète Schemyl » ; et qu'après la capitulation de ce dernier en 1859 et la mise en œuvre du nettoyage ethnique des Circassiens par les Russes, elle est amenée par ses proches à Constantinople.
| Gravure sur bois, femme aux cheveux crépus assise. · Gravure sur bois, femme aux cheveux crépus debout. |

Selon la brochure de Barnum, Zalumma Agra aurait été remarquée à Constantinople par John Greenwood, un adjoint de Barnum notamment chargé de trouver des attractions en Europe. Il aurait été frappé non seulement par sa beauté et ses manières mais aussi par sa chevelure « luxurieuse » et d'une « singulière conformation », qui lui aurait immédiatement inspiré le désir de la « sauver » du risque d'entrer dans le « harem d'un païen »,. Greenwood serait alors intervenu auprès des amis de l'enfant ainsi que des autorités turques et aurait obtenu que la fillette soit « transférée à sa garde ». Elle aurait appris l'anglais, la musique et le dessin grâce aux bons soins de son tuteur, visité diverses villes d'Europe et aurait été reçue dans plusieurs cours dont celle de la reine Victoria, suscitant partout l'admiration du public pour sa magnifique chevelure « qu'aucun chignon ne peut égaler » ; elle aurait enfin accédé à la demande de Greenwood de « donner au peuple américain la possibilité de connaître et converser avec la seule personne de naissance circassienne dans ce pays ». La brochure prend le soin de prévenir le possible étonnement, voire la suspicion du spectateur : ayant quitté la Circassie très jeune, Zalumma Agra n'en a gardé qu'un souvenir « très imparfait et obscur », de même qu'elle a « partiellement sinon complètement » perdu sa langue maternelle, maîtrisant en revanche l'anglais avec une aisance qui intriguerait le « linguiste le plus rusé ».
| Daguerréotype d'un Caucasien en tenue traditionnelle. · Photographie de 4 Caucasiennes voilées et assises. · Photographie d'une fillette caucasienne brune portant un foulard dans les cheveux. |

Cette présentation de Zalumma Agra est partiellement corroborée par les mémoires de Barnum et sa correspondance. En 1864, Barnum, alerté par le consul américain à Larnaca, envoie son adjoint Greenwood à Chypre pour essayer de recruter une supposée femme à cornes qui s'avère sans intérêt,. Barnum lui écrit qu'il a toujours « foi en une belle fille circassienne » et lui donne des instructions détaillées pour en acheter une ou deux au marché aux esclaves de Constantinople, qu'il est prêt à payer jusqu'à 5 000 $ en or chacune si Greenwood estime « qu'elles sont jolies et qu'elles passeront pour des esclaves circassiennes ». Barnum ajoute dans ses mémoires que Greenwood s'est effectivement rendu de Chypre à Constantinople en bateau, qu'il s'est déguisé en Turc, qu'il a appris quelques mots de la langue afin de passer pour un acheteur plausible d'esclaves, qu'il a pu ainsi voir « un grand nombre de filles et de femmes circassiennes, dont certaines étaient parmi les plus belles personnes qu'il ait jamais vues », mais il ne donne aucune précision relative à l'obtention de l'une d'elles.
| Gravure, Greenwood écartant les bras devant une table sur laquelle se tient une femme voilée. · Détail d'affiche, femme aux cheveux crépus à côté d'un Turc assis qu'on évente. |

Au total, le spectacle de la beauté circassienne se limite donc à la présentation d'une jeune et belle femme dotée d'une chevelure caractéristique, en costume orientalisant, donnant aux spectateurs des renseignements vagues sur un passé dont elle ne se souvient plus très bien, sans expérience directe du harem, mais cette exhibition est présentée d'une telle manière qu'il correspond à une attente des spectateurs. Charles King estime ainsi que la popularité de Zalumma Agra souligne la part de vérité que comporte son histoire : elle témoigne du caractère familier de l'exotique Circassie pour le public américain de l'époque et de l'intérêt qu'il lui portait, l'histoire de Zalumma Agra n'ayant été jugée crédible et sa popularité ne s'étant répandue que « parce qu'il existait un moule culturel préexistant dans lequel elle se coulait ».
Zalumma Agra est présentée « en grande fanfare » au public du musée Barnum en septembre 1864 comme une véritable Circassienne ayant échappé à l'esclavage sexuel d'un harem, peu après que Greenwood est revenu de Constantinople. Bien que A. H. Saxon, l'auteur d'une biographie de Barnum, estime que la version donnée par la brochure et suggérée par les mémoires de Barnum est « manifestement exempte de reproche ».
Toutefois, selon John Dingess, un imprésario d'artistes forains contemporain de Barnum et auteur d'une histoire du cirque, Greenwwod est rentré à New York sans Circassienne et, quelques semaines plus tard, une jeune femme aux cheveux broussailleux mais sans autre caractéristique particulière se serait présentée au musée à la recherche d'un travail ; Barnum aurait vu en elle la possibilité de créer une Circassienne et l'aurait engagée ; un Turc résidant à New York aurait été consulté pour le choix du nom et de la tenue, en particulier le pantalon bouffant (şalvar),. La plupart des historiens considèrent cette version comme plus plausible que celle de Barnum,,. Il est en outre généralement admis que l'aspect remarquable de la chevelure de Zalumma Agra est dû à l'utilisation de bière éventée,.
L'origine et le nom véritables de Zalumma Agra sont inconnus. Plusieurs auteurs postulent qu'elle était une immigrante allemande,, provenant d'une banlieue de New York, Williamsburg ou Hoboken ; selon d'autres auteurs, il se serait agi d'une Française qui se serait produite en France et en Allemagne avant d'être engagée par Greenwood, voire d'une danseuse orientale, peut-être marocaine, dont le véritable nom aurait été Zalumma Ayrok.
Zalumma Agra n'est par ailleurs pas exhibée seule. Dès 1859, Barnum, qui aime présenter ses attractions en les organisant en « familles », formait le projet d'engager « 2 belles Circassiennes et leur mère ou leur père ou quelque autre protecteur pour 1 ou 2 ans », supposant « qu'il faudrait d'abord les acheter, puis les affranchir et les engager, en faisant un contrat devant un consul américain »,.
Quand Zalumma Agra est montrée au public en septembre 1864, elle est accompagnée d'une autre Circassienne d'une « rare beauté », connue sous le nom de Zuruby Hannum, et les deux adolescentes sont flanquées de « leur mère » et d'un « préposé indigène »,. Un article de 1865 précise que Zuruby Hannum a alors 16 ans et qu'elle est la petite-nièce de Chamil, étant par conséquent censément apparentée à Zalumma Agra. Quelques semaines plus tard, c'est une « famille circassienne » dont les publicités de Barnum vantent l'exhibition, Arela Pacha, le « joyau royal », étant jointe à Zalumma Agra, « l'étoile de l'est » et à Zuruby Hannum, « la perle de la mer »,,.
| Photographie promotionnelle de deux femmes aux cheveux crépus. · Photographie des mêmes femmes au sein d'un groupe de curiosités vivantes. · Étiquette dactylographiée. |

En 1868, le Musée américain de Barnum est détruit par un incendie nocturne. Les journaux signalent que Zalumma Agra, « dont les yeux éclatants et la belle chevelure avaient fait la favorite du Musée », échappe de peu aux flammes. Ils relèvent qu'elle dormait sur place et qu'elle se plaint d'avoir perdu dans l'incendie, outre sa garde-robe, des bijoux et des objets de valeur,,.
La destruction du musée contraint Barnum à se concentrer sur des présentations itinérantes, pour lesquelles il s'associe à divers professionnels. En 1871, il fonde avec W. C. Coup, à Delavan dans le Wisconsin, un cirque intitulé The Greatest Show on Earth. Les curiosités vivantes sont désormais exhibées dans des sideshows, des attractions périphériques à la piste principale. Zalumma Agra fait partie de la troupe et de nouvelles photographies promotionnelles sont réalisées par un photographe local. En 1872, à l'occasion d'une fin de tournée, elle compose un poème de circonstance, inclus dans un recueil publié en 1875.
En 1872, un jeune poète du Kansas, Thomas Brower Peacock, publie son premier recueil, dans lequel figure un poème inspiré du boniment de Zalumma Agra, The Star of the East,, composé en 1868 à Zanesville alors qu'il avait seize ans,.
En 1874, plusieurs journaux rapportent qu'un fabricant de glace de Pittsburgh nommé Bruce est follement amoureux d'elle, au point d'être interné après qu'elle a repoussé ses solliciations. Bruce finit toutefois par convaincre Zalumma Agra de l'épouser. Elle lui donne trois fils, divorce en 1885, en perdant la garde des enfants, repart à New York, puis, quelques années plus tard, revient à Pittsburgh, enlève son plus jeune fils et disparaît,.

### Déclinaison
Le succès de l'attraction conduit à une multiplication des beautés circassiennes, qui ont toutes un air de famille avec Zalumma Agra. Il s'agit parfois de copies serviles, présentées par des concurrents de Barnum. Tel est le cas de Zulummi Agri, dont le nom signifie également « l'étoile de l'est », produite en 1868 par le Musée du colonel Wood à Chicago, ou de Zulema Agra, présentée en 1891 par un dime museum comme la même attraction que celle de Barnum, « nièce du grand prophète Zomor » et achetée « pour la somme énorme de 30 000 piastres ».
Barnum, de son côté, ne se limite pas à la prétendue parentèle de Zalumma. En 1868, il la flanque d'une nouvelle Circassienne, Zobeide (ou Zobedie) Luti, « obtenue à Trébizonde ». Selon la brochure qui lui est consacrée, Zobeide a, elle aussi, quitté la Circassie à un très jeune âge, fuyant l'envahisseur russe. Arrivée à Constantinople, elle a également été remarquée par Greenwood pour sa beauté et « la même singulière mais très charmante conformation » de la chevelure que celle de Zalumma Agra. Elle ne connaissait pas cette dernière avant de venir à New York avec Greenwood, mais leur rencontre a été « amicale, cordiale et extrêmement gratifiante » pour toutes les deux. « Bien que les souvenirs de Zalumma Agra soient particulièrement brumeux et obscurcis », elle a décidé de rester au Musée pour lui tenir compagnie.
| photographie, femme aux cheveux crépus assise. · détail d'affiche, femme aux cheveux crépus debout. · Facsimilé d'affiche, texte en anglais sans illustration. |

Les nombreuses beautés circassiennes ont souvent un nom de scène commençant par un « z », cette lettre quasiment absente des noms anglais et américains constituant un marqueur d'altérité, voire combinant « z » et « a » à l'instar de Zalumma Agra, par exemple Zublia Aggolia ou Aggie Zolutia, comme s'il s'agissait, note Gregory Fried, de désigner « l'alpha et l'oméga de la blancheur ».
Elles sont aussi visuellement identifiables par des caractéristiques communes. Outre la chevelure « moussue », leurs photographies présentent des constantes : « certaines se prélassent, appuyées contre une urne ou un autre accessoire suggestif, leur visage exprimant le désir satisfait et l'ennui congénital du harem », tandis que d'autres « se tiennent avec défiance devant une toile de fond peinte représentant les montagnes blanches du Caucase, leur terre natale ancestrale ». Robin Blyn estime que la composition de ces photographies suggère « un lien étroit entre la culture exotique et la nature brute » de femmes qui, telles des « Galatées ataviques », ne seraient que récemment sorties d'un « monde inarticulé », qui seraient encore « en train de devenir humaines » ou qui seraient au contraire « l'émanation décorative d'une femme non naturelle », une sorte de « Méduse décadente » dont le regard direct pourrait tourner le spectateur en pierre.
L'attraction de la beauté circassienne, facile et peu coûteuse à produire, connaît un processus de banalisation, que les exhibiteurs tentent de pallier de diverses manières et tout d'abord en insistant sur la pâleur du teint, retrouvant ainsi une forme de confusion présente dès les années 1850 entre Circassienne et albinos. Charles Martin relève à cet égard que la notion de « Maure blanc », qui désignait précédemment les albinos africains, en vient à désigner à partir de 1870 une albinos prétendument circassienne, c'est-à-dire d'origine européenne, cette origine n'étant désormais plus la Circassie mais l'île de Madagascar, comme dans le cas d'Ettie Reynolds, surnommée la dame de Madagascar et présentée en 1870 comme une Maure blanche d'une race particulière, du « plus pur type de blond […] qu'on ne trouve que sur l'île de Madagascar ».
| Photographie promotionnelle de femme albinos aux cheveux longs. · Photographie promotionnelle de femme albinos aux cheveux longs · Gravure d'une femme albinos aux cheveux longs assise. |

D'autres tentatives de renouvellement rencontrent en revanche un succès moindre que les albinos, celles de beautés ajoutant à leurs charmes de modestes talents de charmeuse de serpent, d'avaleuse de sabre, de mentaliste, de jongleuse ou de dompteuse d'oiseau. Après 1910, les beautés circassiennes disparaissent des estrades d'entresorts, mais le cliché de la coiffure afro pour le spectacle forain lui survit.
| Photographie promotionnelle d'une charmeuse de serpents aux cheveux crépus. · Photographie promotionnelle d'une charmeuse de serpents aux cheveux crépus. · Photographie promotionnelle d'une charmeuse de serpents aux cheveux crépus. |

Dans une dernière phase, à la fin du XIXe siècle, un reste de fascination pour l'image de l'esclave blanche est utilisé pour la promotion de tabacs, par le truchement d'une métaphore visuelle sur la disponibilité du plaisir assimilant le paquet de cigarettes à un harem. Le numéro circassien évolue vers une forme interactive dégradée, permettant au spectateur d'en jouir de manière plus rapprochée, notamment dans des salles de concert comme le Sultan's Divan à New York ou l'Egyptian Hall à Boston où des « Circassiennes » font office d'hôtesses, servant des boissons et flirtant avec la clientèle.
Quant au numéro forain, il survit encore quelques années sous une forme dégradée, centrée sur la mise en avant de la chevelure « moussue ». En 1898, une certaine Mademoiselle Ivy fait partie de la troupe du cirque Barnum et Bailey. Elle précise à un journaliste provenir de la banlieue de Chicago, ne pas connaître d'autres personnes ayant la même chevelure, mais savoir que cette caractéristique est partagée par les Circassiens, qu'elle distingue soigneusement des albinos. En 1902, une autre « jeune dame aux cheveux moussus », Mademoiselle Annie, « dont le visage paraît plus fin et plus délicat sous l'auréole des longs cheveux ébouriffés », se produit lors d'une tournée du même cirque en France. L'affiche publicitaire fait référence à l'image de la beauté circassienne telle que figurée par Zalumma Agra, mais une photo montre une réalité différente.
| Photographie d'une troupe de cirque dont une femme aux cheveux crépus et deux autres albinos. · Détail d'une affiche de cirque, femme aux cheveux crépus ressemblant à Zalumma Agra. · Photographie de la même personne ne ressemblant pas à Zalumma Agra. |

### Analyse
Selon Robert Bogdan, l'attrait des beautés circassiennes réside dans la tournure érotique donnée à leur présentation, due à la « juxtaposition d'une belle Circassienne pâle et d'un Turc barbare et basané ». Développant cette idée, l'historienne Linda Frost estime que l'attraction exercée par Zalumma Agra ne réside pas seulement dans le fait qu'elle est censée provenir d'une région primitive, inaccessible et dangereuse, ni même dans la pureté raciale qu'elle est supposée représenter, mais aussi dans le fait, qu'en raison même de la pureté et de la blancheur de sa race, elle ait été conduite à devenir sexuellement disponible en tant qu'esclave, « en même temps admirée et violée ». Frost rapproche le méchant Turc à la peau foncée, au harem duquel Zalumma a échappé, des noirs dangers mis en circulation par la guerre avec le Sud, qu'il s'agisse du Confédéré, qui pratique l'esclavage et tue ou mutile les soldats unionistes, ou de l'Afro-Américain, rendu libre de ses mouvements et qui pourrait venir menacer la définition blanche de ce que représente le fait d'être américain.
Cette analyse recoupe celle d'autres historiens. Katherine Adams et Michael Keene analysent l'exhibition des beautés circassiennes comme une mise en scène de violences sexuelles, racontées non par les victimes mais par un prétendu explorateur ou un aboyeur et enjolivées par le contraste dramatique entre la blancheur imputée aux Circassiennes et la noirceur des pratiques prêtées aux Turcs dans leurs harems. Catherine Armstrong estime que les Circassiennes étaient, en tant que « blanches » des « victimes idéales » de l'esclavage, offrant le double avantage de susciter de la sympathie et d'offrir une histoire émoustillante de disponibilité sexuelle sans que cette dernière soit assortie de fantasmes incongrus ou psychologiquement dangereux sur le métissage.
Le principal point commun partagé par toutes ces beautés et qui permet d'ailleurs de les identifier comme telles est cependant leur chevelure rendue « moussue » par l'utilisation de bière aigre, parfois mélangée à de la gomme-laque. Cette caractéristique est en rapport avec la fréquence de la référence à la Circassie dans les publicités américaines des années 1830-1850 pour des lotions capillaires régénératrices, destinées notamment à noircir des cheveux gris ou à donner à la chevelure un aspect soyeux et luxuriant.
| Publicité d'époque avec gravure de femmes utilisatrices de produit capillaire. · Publicité d'époque avec gravure de femmes utilisatrices de produit capillaire. · Publicité d'époque avec gravure de femme utilisatrice de produit capillaire. |

Selon Charles King, il s'agit plutôt d'un marqueur visuel, censé évoquer la papakha, un bonnet en astrakhan porté par les hommes au Caucase. Cette analyse de la coiffure en tant que signe d'exotisme est notamment reprise par l'artiste de performance Chiara Fumai, selon laquelle Zalumma Agra portait une perruque et se voyait imposer par Barnum un strict mutisme durant ses exhibitions,.
| Photographie de Caucasien en costume traditionnel dont papakha. · Photographie ethnologique d'un homme et de deux femmes caucasiens en costume traditionnel. · Photographie promotionnelle d'une femme à la chevelure crépue ressemblant à une toque. |

Charles Martin voit de son côté dans la « bizarrerie ethnique » que constitue la coiffure des beautés circassiennes « un pont visible entre une blancheur normalisée, exaltée et porteuse de citoyenneté, d'une part, et d'autre part les marques d'une différence raciale qui facilitait l'esclavage, le corps blanc émancipé conservant les traces de sa captivité de corps noir ». Linda Frost, tout en concédant que ce trait est « déroutant », estime qu'il s'agit plutôt d'une « coiffure afro », une sorte d'emblème visuel comparable à ceux des personnages de minstrel show dont la fonction serait de désigner une sexualité exacerbée, tout comme le fréquent décolleté des beautés circassiennes dans leurs photographies promotionnelles. Pour appuyer sa thèse, elle se réfère aux analyses de Patricia Hill Collins, qui considère les femmes noires comme vouées dans le voyeurisme occidental à un traitement pornographique découlant de leur disponibilité sexuelle d'esclave, à l'instar de la « Vénus hottentote »,.
Cette thèse de la fonction « pornographique » de la coiffure des beautés circassiennes est toutefois contestée par l'historien Timothy Lukes. Ce dernier estime, en se fondant sur des travaux d'historiens spécialisés, qu'il est « anachronique » d'associer la coiffure des beautés circassiennes aux coiffures afros contemporaines.
| Gravure de presse, groupe de femmes esclaves noires portant un bandana. · Photo d'un groupe d'esclaves noirs. · Photo d'une femme afro-américaine aux cheveux crépus. |

Selon Lukes, si Barnum se réfère effectivement à la dissection par Cuvier de Saartjie Baartman avec celle de Joice Heth, il le fait de manière « disruptive » et « sarcastique » en la présentant comme manipulatrice, tout comme il joue avec les codes du minstrel show en présentant le danseur noir William Henry Lane comme un Blanc imitant un Noir. Lukes estime que les beautés circassiennes de Barnum sont avant tout caractérisées par leur capacité à adopter les valeurs culturelles de l'Amérique et que leur description dans les brochures qui leur sont consacrées ne soulignent ni un aspect primitif, ni un aspect érotique, leur chevelure constituant plutôt une « réfutation exagérée » du point de vue racialiste. S'appuyant sur une remarque de l'historienne Susan Pearson à propos des concours de beauté organisés par Barnum, selon laquelle ni les femmes, ni les bébés n'y étaient présentés comme des monstres (freaks), leur exhibition n'étant pas une marque de différence mais d'estime, Lukes suggère que l'attraction des beautés circassiennes s'inscrit « dans un continuum entre le normal et le monstrueux et dans un jeu avec les préjugés attachés à ces notions », qui inclut également les présentations de Joice Heth et de Jenny Lind, en tant que « permutations du comportement féminin convenable »,.
L'analyse de Lukes recoupe en partie celle de Benjamin Reiss, pour lequel le point de vue de Barnum sur l'esclavage fait l'objet d'une évolution durant la guerre de Sécession, qui le conduit à estimer en 1865 que les différences raciales entre Noirs et Blancs ne sont pas le produit de caractéristiques innées et peuvent être corrigés par « l'éducation, l'ambition et la civilisation chrétienne »,.
Comme le note James Cook, il n'est toutefois pas nécessaire de choisir entre une analyse et une autre, le propre des attractions de Barnum étant leur ambiguïté et leur « hybridité », leur capacité à répondre à des attentes contradictoires du public et à laisser à ce dernier le choix de l'explication. Les beautés circassiennes de Barnum sont ainsi en même temps provocantes et chastes, esclaves et affranchies, belles par leur nature et par leur acquisition de la culture. Elles rassurent en tout cas le public sur le rôle dévolu à la femme blanche dans la société américaine de l'époque.